# Mycobacterium wolinskyi
Mycobacterium wolinskyi là một mycobacterium phát triển nhanh nhất, thường gặp nhất trong các bệnh nhiễm trùng vết thương sau chấn thương, đặc biệt là những bệnh nhân bị gãy xương hở và viêm tủy xương có liên quan. Mycobacterium wolinskyi rõ ràng là có ý nghĩa lâm sàng, và xảy ra trong cùng một thiết lập như Mycobacterium smegmatis và các thành viên của phức hợp Mycobacterium fortuitum; chúng khác với các thành viên của phức hợp Mycobacterium fortuitum trong dạng bệnh phổi mãn mà chúng tạo ra, về cơ bản tất cả các trường hợp xảy ra trong trường hợp viêm phổi lipoid mãn tính, hoặc là do quá trình tiêu hóa dầu mãn tính hoặc sự hút mãn tính (thường là achalasia). Từ nguyên: Wolinsky, được đặt tên theo Emanuel Wolinsky để vinh danh và ghi nhận những đóng góp quan trọng cho việc nghiên cứu vi khuẩn không lao.
- Mycobacterium wolinskyi trước đây được gọi là nhóm Mycobacterium smegmatis

Mycobacterium là một chi của Actinobacteria, cho Họ riêng của nó, Mycobacteriaceae. Hơn 190 loài được ghi nhận trong chi này.  Chi này bao gồm các mầm bệnh được biết là gây ra các bệnh nghiêm trọng ở động vật có vú, bao gồm bệnh lao (Mycobacterium tuberculosis) và bệnh phong (Mycobacterium leprae) ở người.  Các tiền tố myco- (Hy Lạp) có nghĩa là "nấm", ám chỉ đến cách mycobacteria đã được quan sát sự phát triển trong một hình dáng giống đất trên bề mặt khi nuôi cấy. Nó là kháng axit và không thể bị nhuộm bởi quy trình nhuộm gram.

## Kính hiển vi
- Gram dương hình que, bất động và kháng axit.

## Đặc điểm khuẩn lạc
- Mịn màng, nhầy, màu trắng nhạt đến các khuẩn lạc có màu và không bị nhiễm sắc tố.
- Sự tăng trưởng rõ rệt trong 2 đến 4 ngày trên thạch Middlebrook 7H10.

## Sinh lý học
- Không có sắc tố được tạo ra và tăng trưởng xảy ra ở 30, 35 và 45 °C.
- Phân lập phát triển trên thạch MacConkey không có tinh thể tím và với sự có mặt của NaCl 5%, âm tính với hoạt động arylsulfatase trong ba ngày.
- Tích cực cho sự hấp thu sắt và nitrat reductase.
- Chúng tạo ra hoạt động catalase bán định lượng ở mức thấp ổn định ở 68 °C, pH 7 ± 0.
- Các chủng loại mẫn cảm với amikacin và sulfamethoxazol, dễ bị mẫn cảm với doxycycline và ciprofloxacin, dễ bị nhạy cảm với cefmetazole, cefoxitin, chloramphenicol và clarithromycin, và đề kháng với isoniazid, rifampin và tobramycin.

## Sinh bệnh học
- M. wolinskyi gây bệnh cho người và thường gặp nhất ở các bệnh nhiễm trùng vết thương sau chấn thương, đặc biệt là những bệnh nhân bị gãy xương hở và viêm tủy xương có liên quan.